# Abergement-le-Petit
Abergement-le-Petit – miejscowość i gmina we Francji, w regionie Burgundia-Franche-Comté, w departamencie Jura.
Według danych na rok 1990 gminę zamieszkiwało 39 osób, a gęstość zaludnienia wynosiła 26 osób/km² (wśród 1786 gmin Franche-Comté Abergement-le-Petit plasuje się na 704. miejscu pod względem liczby ludności, natomiast pod względem powierzchni na miejscu 1045.).